# Llista de jugadors número 1 del rànquing individual ATP
La llista de jugadors número 1 del rànquing individual ATP és una llista de tennistes número 1 de l'Associació de Tennistes Professionals (ATP). Mostra aquells jugadors que han esdevingut número 1 del món.
El rànquing està basat en els resultats obtinguts pels jugadors durant el darrer any (52 setmanes) a partir dels punts obtinguts en els diferents torneigs. La quantitat de punts es basa en la ronda a la qual s'accedeix i també per la categoria del torneig. El sistema actual de rànquing es va establir el 23 d'agost de 1973 i s'actualitza a l'inici de cada setmana.

## Llista de jugadors número 1

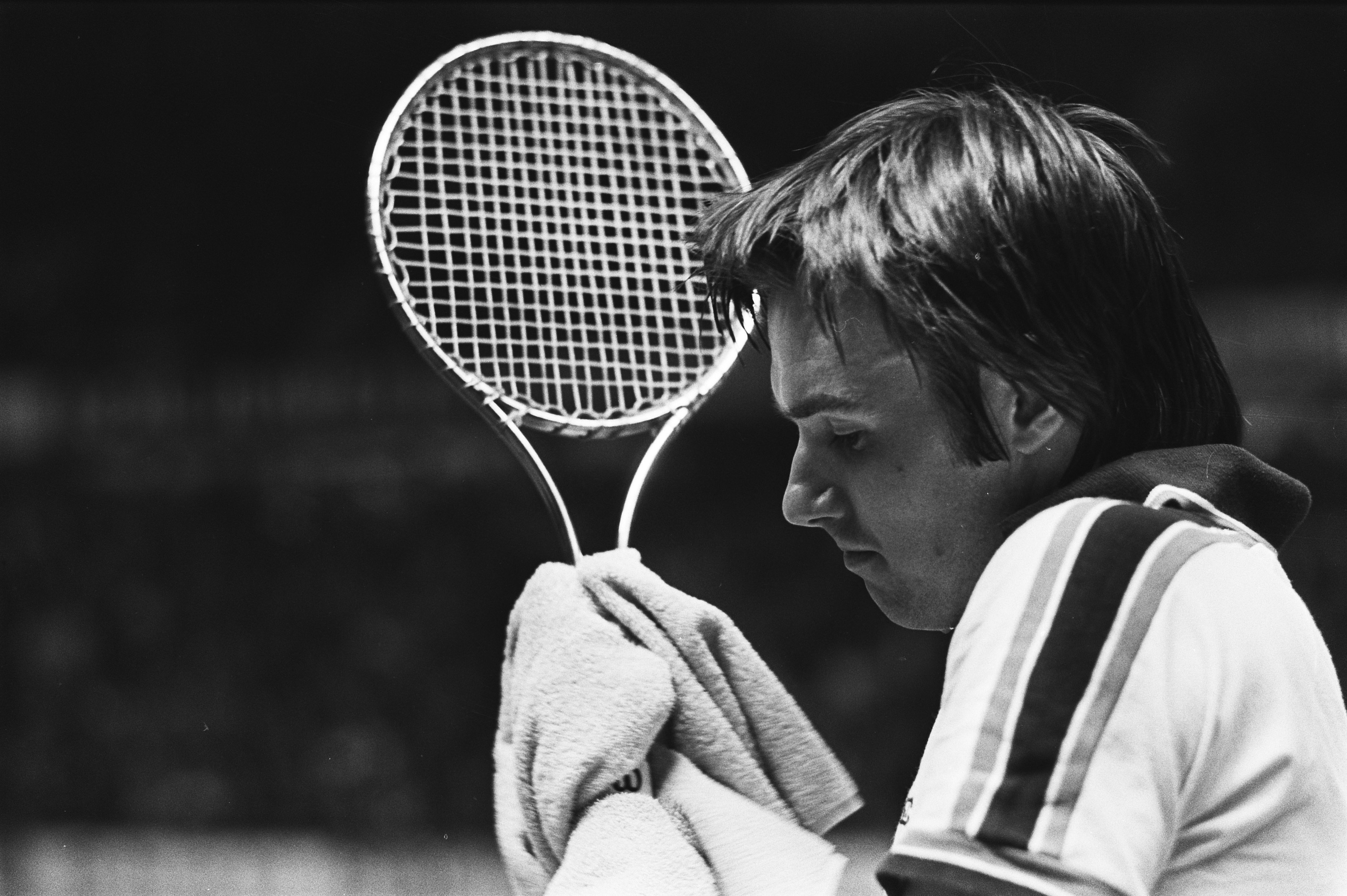
Jimmy Connors a Rotterdam (1978)

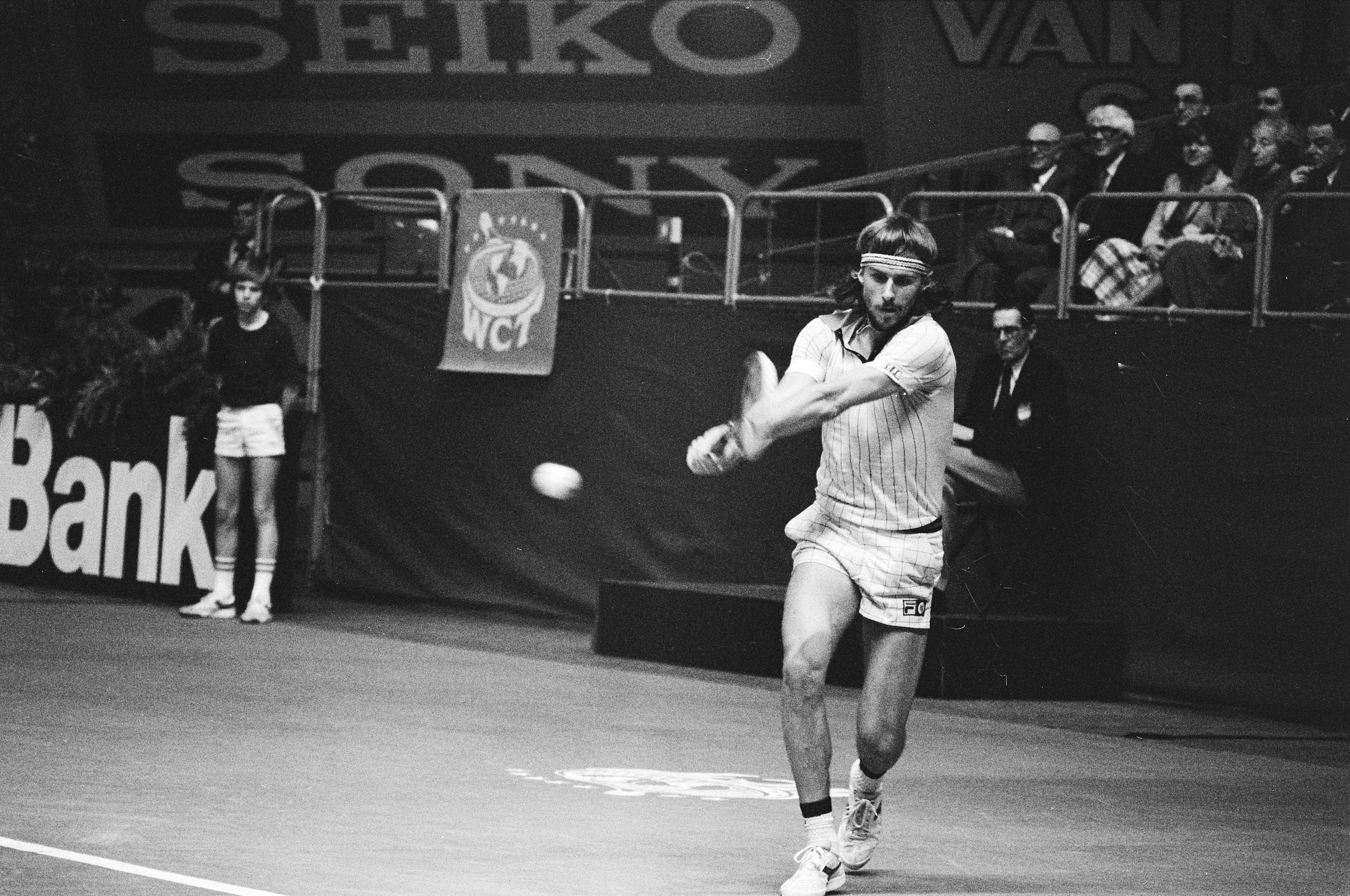
Bjorn Borg a Rotterdam (1979)

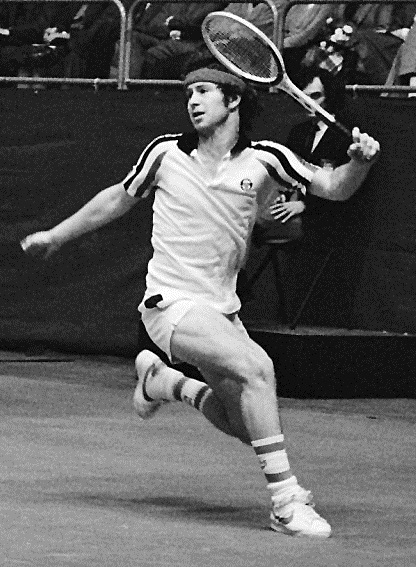
John McEnroe a Rotterdam (1979)

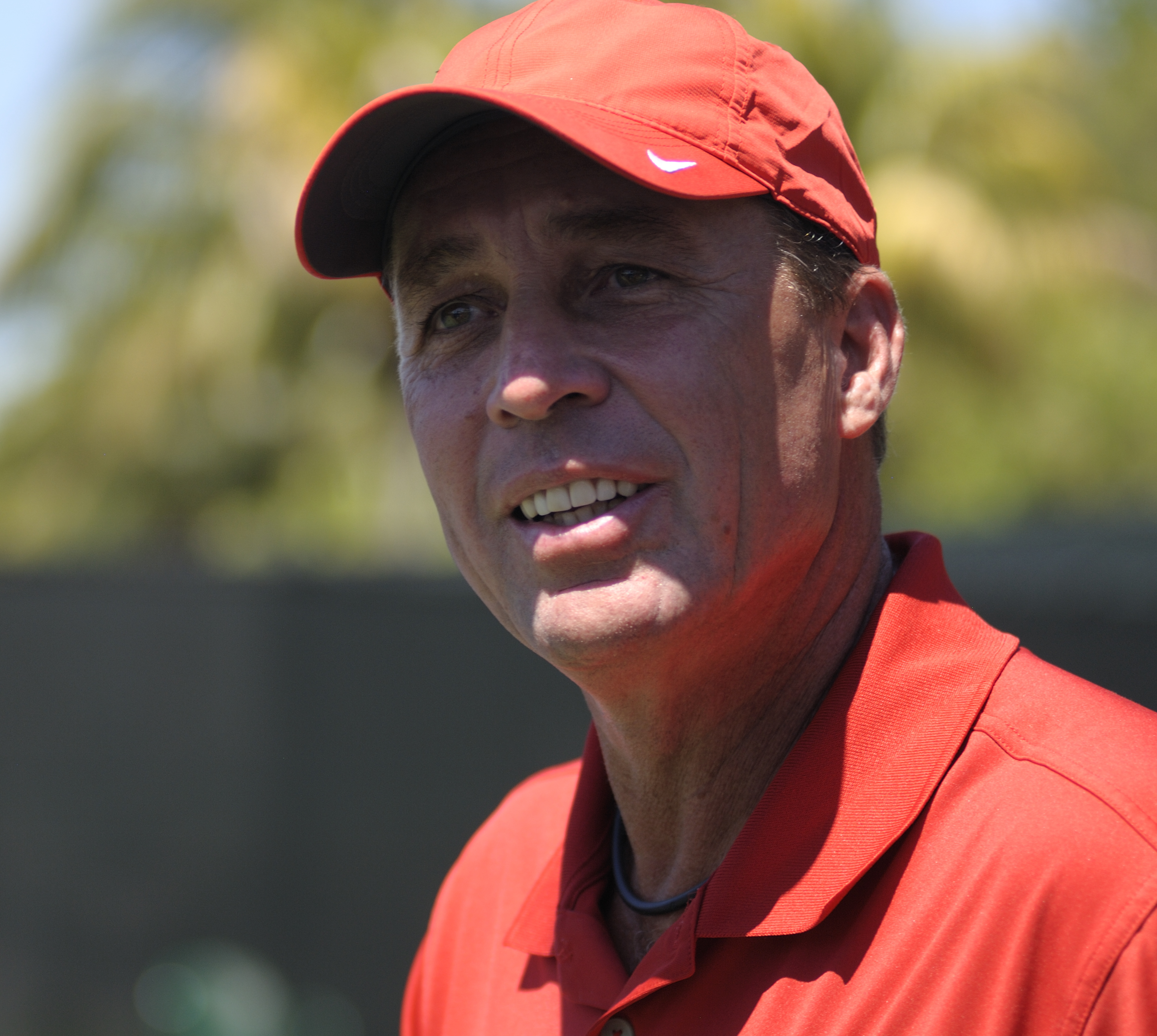
Ivan Lendl (2012)

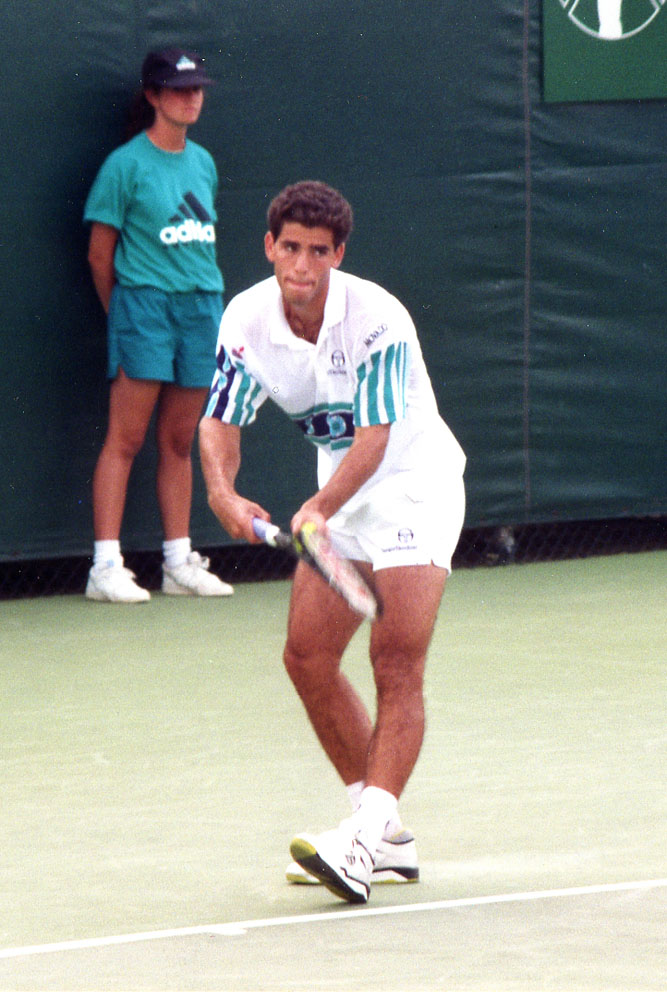
Pete Sampras a Cincinnati (1992)

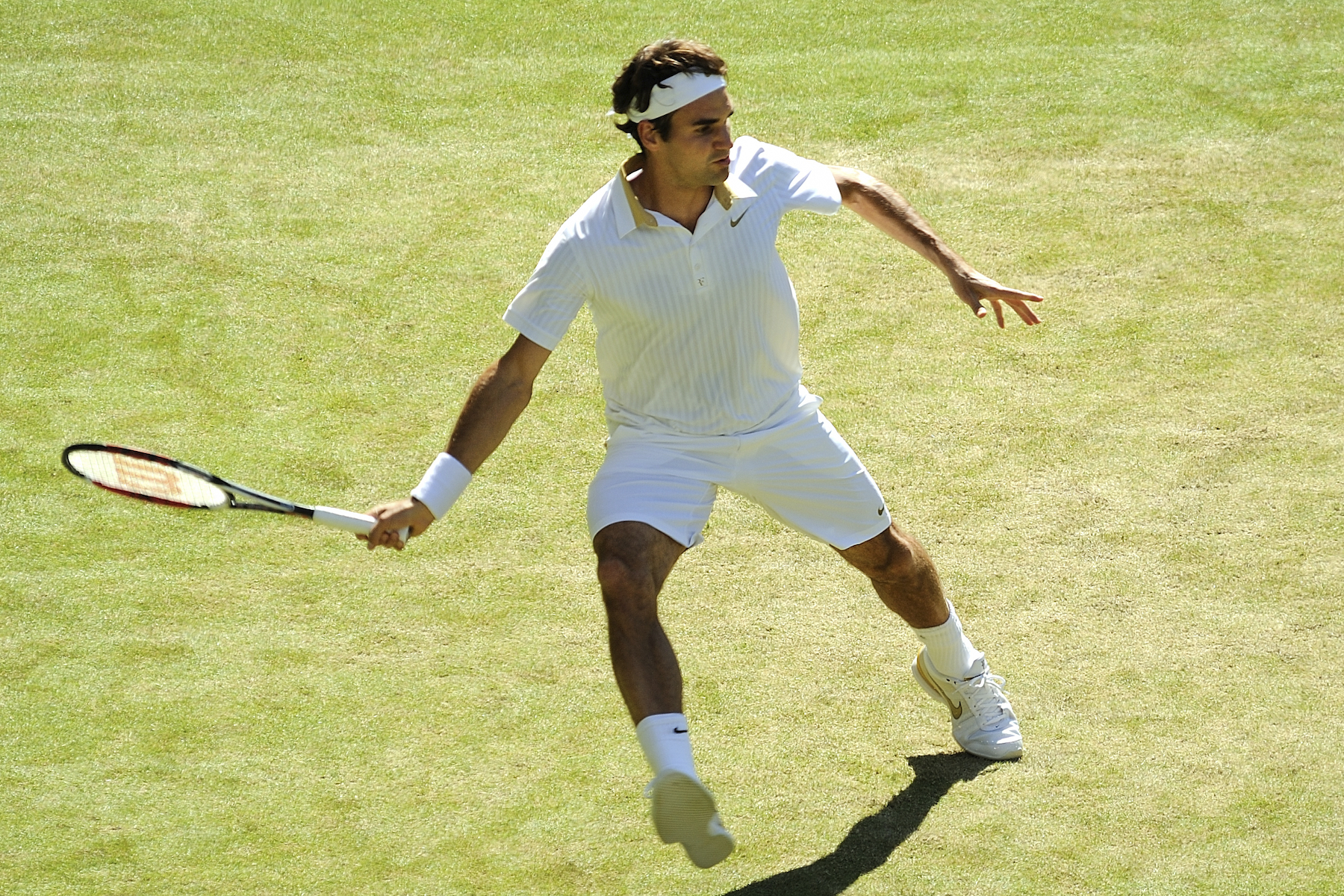
Roger Federer a Wimbledon (2009). Manté els rècords de més setmanes al número 1 i de més setmanes consecutives.

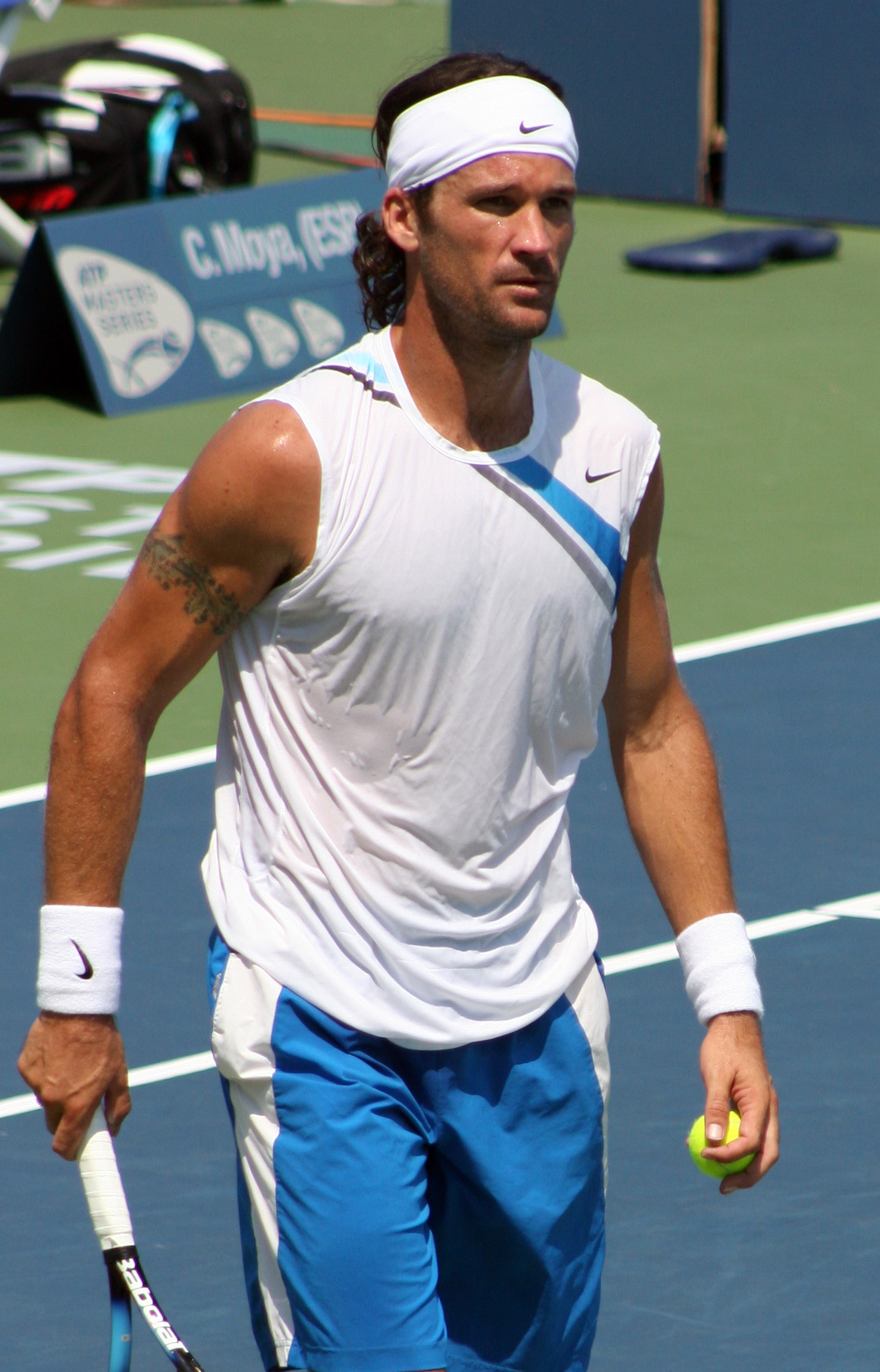
Carles Moyà a Cincinnati (2007). Primer tennista balear en arribar al número 1.

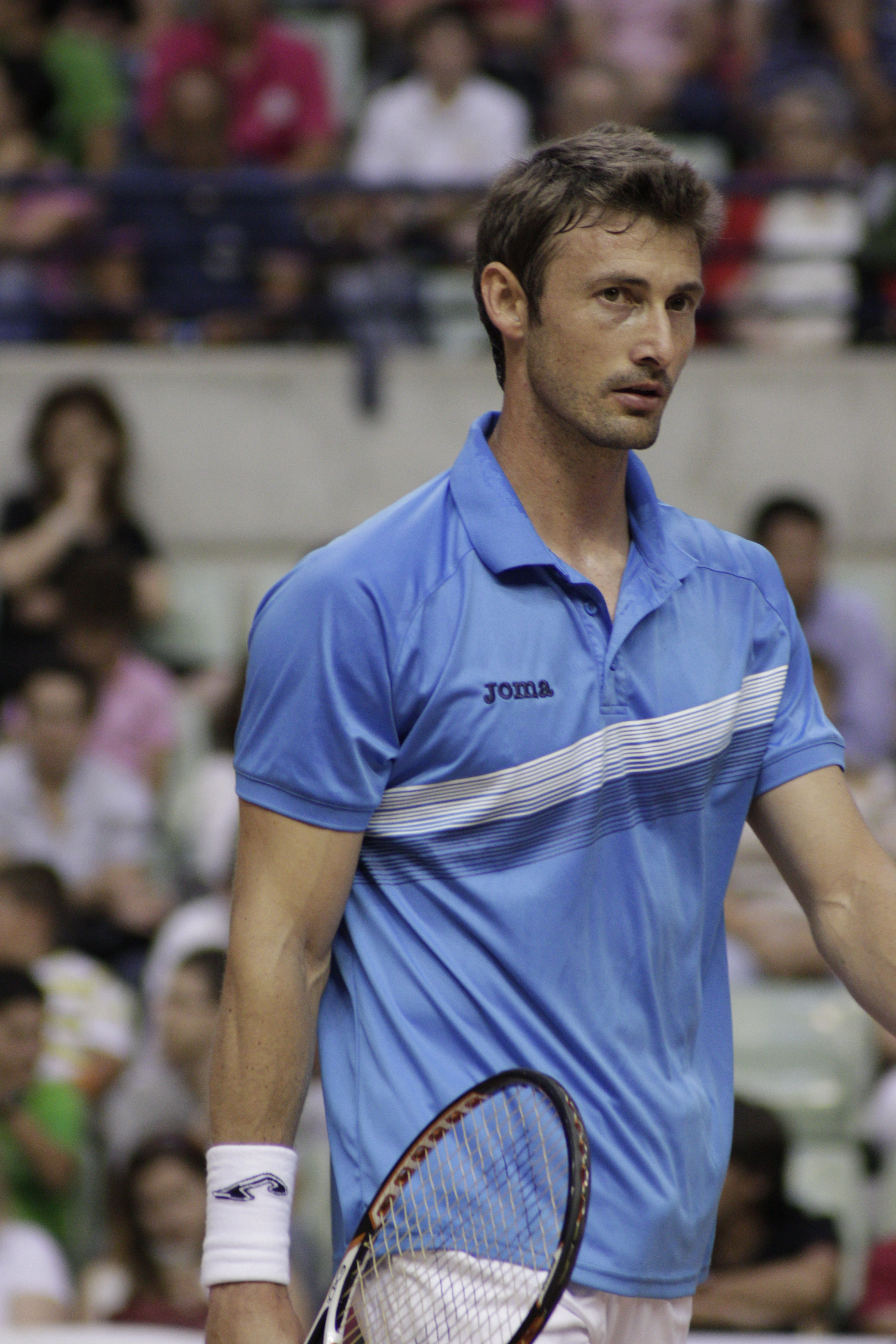
Juan Carlos Ferrero (2011). Primer tennista valencià en arribar al número 1.

| Núm.                  | País                  | Jugador                | Data inicial           | Data final             | Setmanes | Acumulat |
| --------------------- | --------------------- | ---------------------- | ---------------------- | ---------------------- | -------- | -------- |
| 1                     | ROM                   | Ilie Năstase           | 23 d'agost de 1973     | 2 de juny de 1974      | 40       | 40       |
| 2                     | AUS                   | John Newcombe          | 3 de juny de 1974      | 28 de juliol de 1974   | 8        | 8        |
| 3                     | EUA                   | Jimmy Connors          | 29 de juliol de 1974   | 22 d'agost de 1977     | 160      | 160      |
| 4                     | SWE                   | Björn Borg             | 23 d'agost de 1977     | 29 d'agost de 1977     | 1        | 1        |
|                       | EUA                   | Jimmy Connors (2)      | 30 d'agost de 1977     | 8 d'abril de 1979      | 84       | 244      |
| SWE                   | Björn Borg (2)        | 9 d'abril de 1979      | 20 de maig de 1979     | 6                      | 7        |          |
| EUA                   | Jimmy Connors (3)     | 21 de maig de 1979     | 8 de juliol de 1979    | 7                      | 251      |          |
| SWE                   | Björn Borg (3)        | 9 de juliol de 1979    | 2 de març de 1980      | 34                     | 41       |          |
| 5                     | EUA                   | John McEnroe           | 3 de març de 1980      | 23 de març de 1980     | 3        | 3        |
|                       | SWE                   | Björn Borg (4)         | 24 de març de 1980     | 10 d'agost de 1980     | 20       | 61       |
| EUA                   | John McEnroe (2)      | 11 d'agost de 1980     | 17 d'agost de 1980     | 1                      | 4        |          |
| SWE                   | Björn Borg (5)        | 18 d'agost de 1980     | 5 de juliol de 1981    | 46                     | 107      |          |
| EUA                   | John McEnroe (3)      | 6 de juliol de 1981    | 19 de juliol de 1981   | 2                      | 6        |          |
| SWE                   | Björn Borg (6)        | 20 de juliol de 1981   | 2 d'agost de 1981      | 2                      | 109      |          |
| EUA                   | John McEnroe (4)      | 3 d'agost de 1981      | 12 de setembre de 1982 | 58                     | 64       |          |
| EUA                   | Jimmy Connors (4)     | 13 de setembre de 1982 | 31 d'octubre de 1982   | 7                      | 258      |          |
| EUA                   | John McEnroe (5)      | 1 de novembre de 1982  | 7 de novembre de 1982  | 1                      | 65       |          |
| EUA                   | Jimmy Connors (5)     | 8 de novembre de 1982  | 14 de novembre de 1982 | 1                      | 259      |          |
| EUA                   | John McEnroe (6)      | 15 de novembre de 1982 | 30 de gener 1983       | 11                     | 76       |          |
| EUA                   | Jimmy Connors (6)     | 31 de gener de 1983    | 6 de febrer de 1983    | 1                      | 260      |          |
| EUA                   | John McEnroe (7)      | 7 de febrer de 1983    | 13 de febrer de 1983   | 1                      | 77       |          |
| EUA                   | Jimmy Connors (7)     | 14 de febrer de 1983   | 27 de febrer de 1983   | 2                      | 262      |          |
| 6                     | TCH                   | Ivan Lendl             | 28 de febrer de 1983   | 15 de maig de 1983     | 11       | 11       |
|                       | EUA                   | Jimmy Connors (8)      | 16 de maig de 1983     | 5 de juny de 1983      | 3        | 265      |
| EUA                   | John McEnroe (8)      | 6 de juny de 1983      | 12 de juny de 1983     | 1                      | 78       |          |
| EUA                   | Jimmy Connors (9)     | 13 de juny de 1983     | 3 de juliol de 1983    | 3                      | 268      |          |
| EUA                   | John McEnroe (9)      | 4 de juliol de 1983    | 30 d'octubre de 1983   | 17                     | 95       |          |
| TCH                   | Ivan Lendl (2)        | 31 d'octubre de 1983   | 11 de desembre de 1983 | 6                      | 17       |          |
| EUA                   | John McEnroe (10)     | 12 de desembre de 1983 | 8 de gener de 1984     | 4                      | 99       |          |
| TCH                   | Ivan Lendl (3)        | 9 de gener de 1984     | 11 de març de 1984     | 9                      | 26       |          |
| EUA                   | John McEnroe (11)     | 12 de març de 1984     | 10 de juny de 1984     | 13                     | 112      |          |
| TCH                   | Ivan Lendl (4)        | 11 de juny de 1984     | 17 de juny de 1984     | 1                      | 27       |          |
| EUA                   | John McEnroe (12)     | 18 de juny de 1984     | 8 de juliol de 1984    | 3                      | 115      |          |
| TCH                   | Ivan Lendl (5)        | 9 de juliol de 1984    | 12 d'agost de 1984     | 5                      | 32       |          |
| EUA                   | John McEnroe (13)     | 13 d'agost de 1984     | 18 d'agost de 1985     | 53                     | 168      |          |
| TCH                   | Ivan Lendl (6)        | 19 d'agost de 1985     | 25 d'agost de 1985     | 1                      | 33       |          |
| EUA                   | John McEnroe (14)     | 26 d'agost de 1985     | 8 de setembre de 1985  | 2                      | 170      |          |
| TCH                   | Ivan Lendl (7)        | 9 de setembre de 1985  | 11 de setembre de 1988 | 157                    | 190      |          |
| 7                     | SWE                   | Mats Wilander          | 12 de setembre de 1988 | 29 de gener de 1989    | 20       | 20       |
|                       | TCH                   | Ivan Lendl (8)         | 30 de gener de 1989    | 12 d'agost de 1990     | 80       | 270      |
| 8                     | SWE                   | Stefan Edberg          | 13 d'agost de 1990     | 27 de gener de 1991    | 24       | 24       |
| 9                     | DEU                   | Boris Becker           | 28 de gener de 1991    | 17 de febrer de 1991   | 3        | 3        |
|                       | SWE                   | Stefan Edberg (2)      | 18 de febrer de 1991   | 7 de juliol de 1991    | 20       | 44       |
| DEU                   | Boris Becker (2)      | 8 de juliol de 1991    | 8 de setembre de 1991  | 9                      | 12       |          |
| SWE                   | Stefan Edberg (3)     | 9 de setembre de 1991  | 9 de febrer de 1992    | 22                     | 66       |          |
| 10                    | EUA                   | Jim Courier            | 10 de febrer de 1992   | 22 de març de 1992     | 6        | 6        |
|                       | SWE                   | Stefan Edberg (4)      | 23 de març de 1992     | 12 d'abril de 1992     | 3        | 69       |
| EUA                   | Jim Courier (2)       | 13 d'abril de 1992     | 13 de setembre de 1992 | 22                     | 28       |          |
| SWE                   | Stefan Edberg (5)     | 14 de setembre de 1992 | 4 d'octubre de 1992    | 3                      | 72       |          |
| EUA                   | Jim Courier (3)       | 5 d'octubre de 1992    | 11 d'abril de 1993     | 27                     | 55       |          |
| 11                    | EUA                   | Pete Sampras           | 12 d'abril de 1993     | 22 d'agost de 1993     | 19       | 19       |
|                       | EUA                   | Jim Courier (4)        | 23 d'agost de 1993     | 12 de setembre de 1993 | 3        | 58       |
|                       | EUA                   | Pete Sampras (2)       | 13 de setembre de 1993 | 9 d'abril de 1995      | 82       | 101      |
| 12                    | EUA                   | Andre Agassi           | 10 d'abril de 1995     | 5 de novembre de 1995  | 30       | 30       |
|                       | EUA                   | Pete Sampras (3)       | 6 de novembre de 1995  | 28 de gener de 1996    | 12       | 113      |
|                       | EUA                   | Andre Agassi (2)       | 29 de gener de 1996    | 11 de febrer de 1996   | 2        | 32       |
| 13                    | AUT                   | Thomas Muster          | 12 de febrer de 1996   | 18 de febrer de 1996   | 1        | 1        |
|                       | EUA                   | Pete Sampras (4)       | 13 de febrer de 1996   | 10 de març de 1996     | 3        | 116      |
|                       | AUT                   | Thomas Muster (2)      | 11 de març de 1996     | 14 d'abril de 1996     | 5        | 6        |
|                       | EUA                   | Pete Sampras (5)       | 15 d'abril de 1996     | 29 de març de 1998     | 102      | 218      |
| 14                    | CHL                   | Marcelo Ríos           | 30 de març de 1998     | 26 d'abril de 1998     | 4        | 4        |
|                       | EUA                   | Pete Sampras (6)       | 27 d'abril de 1998     | 9 d'agost de 1998      | 15       | 233      |
|                       | CHL                   | Marcelo Ríos (2)       | 10 d'agost de 1998     | 23 d'agost de 1998     | 2        | 6        |
|                       | EUA                   | Pete Sampras (7)       | 24 d'agost de 1998     | 14 de març de 1999     | 29       | 262      |
| 15                    | ESP                   | Carles Moyà            | 15 de març de 1999     | 28 de març de 1999     | 2        | 2        |
|                       | EUA                   | Pete Sampras (8)       | 29 de març de 1999     | 2 de maig de 1999      | 5        | 267      |
| 16                    | RUS                   | Ievgueni Kàfelnikov    | 3 de maig de 1999      | 13 de juny de 1999     | 6        | 6        |
|                       | EUA                   | Pete Sampras (9)       | 14 de juny de 1999     | 4 de juliol de 1999    | 3        | 270      |
|                       | EUA                   | Andre Agassi (3)       | 5 de juliol de 1999    | 25 de juliol de 1999   | 3        | 35       |
| 17                    | AUS                   | Patrick Rafter         | 26 de juliol de 1999   | 1 d'agost de 1999      | 1        | 1        |
|                       | EUA                   | Pete Sampras (10)      | 2 d'agost de 1999      | 12 de setembre de 1999 | 6        | 276      |
|                       | EUA                   | Andre Agassi (4)       | 13 de setembre de 1999 | 10 de setembre de 2000 | 52       | 87       |
|                       | EUA                   | Pete Sampras (11)      | 11 de setembre de 2000 | 19 de novembre de 2000 | 10       | 286      |
| 18                    | RUS                   | Marat Safin            | 20 de novembre de 2000 | 3 de desembre de 2000  | 2        | 2        |
| 19                    | BRA                   | Gustavo Kuerten        | 4 de desembre de 2000  | 28 de gener de 2001    | 8        | 8        |
|                       | RUS                   | Marat Safin (2)        | 29 de gener de 2001    | 25 de febrer de 2001   | 4        | 6        |
|                       | BRA                   | Gustavo Kuerten (2)    | 26 de febrer de 2001   | 1 d'abril de 2001      | 5        | 13       |
|                       | RUS                   | Marat Safin (3)        | 2 d'abril de 2001      | 22 d'abril de 2001     | 3        | 9        |
|                       | BRA                   | Gustavo Kuerten (3)    | 23 d'abril de 2001     | 18 de novembre de 2001 | 30       | 43       |
| 20                    | AUS                   | Lleyton Hewitt         | 19 de novembre de 2001 | 27 d'abril de 2003     | 75       | 75       |
|                       | EUA                   | Andre Agassi (5)       | 28 d'abril de 2003     | 11 de maig de 2003     | 2        | 89       |
| AUS                   | Lleyton Hewitt (2)    | 12 de maig de 2003     | 15 de juny de 2003     | 5                      | 80       |          |
| EUA                   | Andre Agassi (6)      | 16 de juny de 2003     | 7 de setembre de 2003  | 12                     | 101      |          |
| 21                    | ESP                   | Juan Carlos Ferrero    | 8 de setembre de 2003  | 2 de novembre de 2003  | 8        | 8        |
| 22                    | EUA                   | Andy Roddick           | 3 de novembre de 2003  | 1 de febrer de 2004    | 13       | 13       |
| 23                    | CHE                   | Roger Federer          | 2 de febrer de 2004    | 17 d'agost de 2008     | 237      | 237      |
| 24                    | ESP                   | Rafael Nadal           | 18 d'agost de 2008     | 5 de juliol de 2009    | 46       | 46       |
|                       | CHE                   | Roger Federer (2)      | 6 de juliol de 2009    | 6 de juny de 2010      | 48       | 285      |
| ESP                   | Rafael Nadal (2)      | 7 de juny de 2010      | 3 de juliol de 2011    | 56                     | 102      |          |
| 25                    | SRB                   | Novak Đoković          | 4 de juliol de 2011    | 8 de juliol de 2012    | 53       | 53       |
|                       | CHE                   | Roger Federer (3)      | 9 de juliol de 2012    | 4 de novembre de 2012  | 17       | 302      |
| SRB                   | Novak Đoković (2)     | 5 de novembre de 2012  | 6 d'octubre de 2013    | 48                     | 101      |          |
| ESP                   | Rafael Nadal (3)      | 7 d'octubre de 2013    | 6 de juliol de 2014    | 39                     | 141      |          |
| SRB                   | Novak Đoković (3)     | 7 de juliol de 2014    | 6 de novembre de 2016  | 122                    | 223      |          |
| 26                    | GBR                   | Andy Murray            | 7 de novembre de 2016  | 20 d'agost de 2017     | 41       | 41       |
|                       | ESP                   | Rafael Nadal (4)       | 21 d'agost de 2017     | 18 de febrer de 2018   | 26       | 167      |
| CHE                   | Roger Federer (4)     | 19 de febrer de 2018   | 1 d'abril de 2018      | 6                      | 308      |          |
| ESP                   | Rafael Nadal (5)      | 2 d'abril de 2018      | 13 de maig de 2018     | 6                      | 173      |          |
| CHE                   | Roger Federer (5)     | 14 de maig de 2018     | 20 de maig de 2018     | 1                      | 309      |          |
| ESP                   | Rafael Nadal (6)      | 21 de maig de 2018     | 17 de juny de 2018     | 4                      | 177      |          |
| CHE                   | Roger Federer (6)     | 18 de juny de 2018     | 24 de juny de 2018     | 1                      | 310      |          |
| ESP                   | Rafael Nadal (7)      | 25 de juny de 2018     | 4 de novembre de 2018  | 19                     | 196      |          |
| SRB                   | Novak Đoković (4)     | 5 de novembre de 2018  | 3 de novembre de 2019  | 52                     | 275      |          |
| ESP                   | Rafael Nadal (8)      | 4 de novembre de 2019  | 2 de febrer de 2020    | 13                     | 209      |          |
| SRB                   | Novak Đoković (5)     | 3 de febrer de 2020    | 22 de març de 2020     | 7                      | 282      |          |
| Rànquing ATP congelat | Rànquing ATP congelat | Rànquing ATP congelat  | 23 de març del 2020    | 9 d'agost de 2020      | 22       | 22       |
|                       | SRB                   | Novak Đoković (5)      | 24 d'agost de 2020     | 27 de febrer de 2022   | 79       | 361      |
| 27                    | RUS                   | Daniïl Medvédev        | 28 de febrer de 2022   | 20 de març de 2022     | 3        | 3        |
|                       | SRB                   | Novak Đoković (6)      | 21 de març de 2022     | 12 de juny de 2022     | 12       | 373      |
| RUS                   | Daniïl Medvédev       | 13 de juny de 2022     | 11 de setembre de 2022 | 13                     | 16       |          |
| 28                    | ESP                   | Carlos Alcaraz         | 12 de setembre de 2022 | 29 de gener de 2023    | 20       | 20       |
|                       | SRB                   | Novak Đoković (7)      | 30 de gener de 2023    | 19 de març de 2023     | 7        | 380      |
| ESP                   | Carlos Alcaraz (2)    | 20 de març de 2023     | 2 d'abril de 2023      | 2                      | 22       |          |
| SRB                   | Novak Đoković (8)     | 3 d'abril de 2023      | 21 de maig de 2023     | 7                      | 387      |          |
| ESP                   | Carlos Alcaraz (3)    | 22 de maig de 2023     | 11 de juny de 2023     | 3                      | 25       |          |
| SRB                   | Novak Đoković (9)     | 12 de juny de 2023     | 25 de juny de 2023     | 2                      | 389      |          |
| ESP                   | Carlos Alcaraz (4)    | 26 de juny de 2023     | 10 de setembre de 2023 | 11                     | 36       |          |
| SRB                   | Novak Đoković (10)    | 11 de setembre de 2023 | 9 de juny de 2024      | 39                     | 428      |          |
| 29                    | ITA                   | Jannik Sinner          | 10 de juny de 2024     | Actualitat             | 58       | 58       |
| Núm.                  | País                  | Jugador                | Data inicial           | Data final             | Setmanes | Acumulat |

A 14 de juliol de 2025.

## Setmanes al número 1

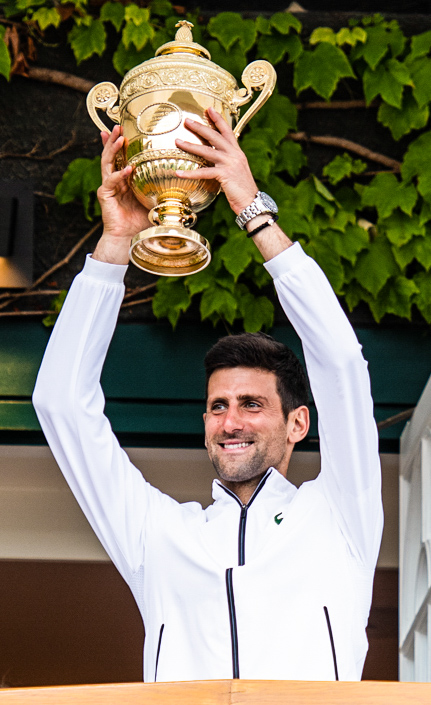
Novak Djokovic des del 8 de març de 2021, té el rècord de més setmanes com a número 1 al tennis ATP.

### Individual
| Pos. | Jugador             | Setmanes |
| ---- | ------------------- | -------- |
| 1    | Novak Đoković       | 428      |
| 2    | Roger Federer       | 310      |
| 3    | Pete Sampras        | 286      |
| 4    | Ivan Lendl          | 270      |
| 5    | Jimmy Connors       | 268      |
| 6    | Rafael Nadal        | 209      |
| 7    | John McEnroe        | 170      |
| 8    | Björn Borg          | 109      |
| 9    | Andre Agassi        | 101      |
| 10   | Lleyton Hewitt      | 80       |
| 11   | Stefan Edberg       | 72       |
| 12   | Jim Courier         | 58       |
| 12   | Jannik Sinner       | 58       |
| 14   | Gustavo Kuerten     | 43       |
| 15   | Andy Murray         | 41       |
| 16   | Ilie Năstase        | 40       |
| 17   | Carlos Alcaraz      | 36       |
| 18   | Mats Wilander       | 20       |
| 19   | Daniïl Medvédev     | 16       |
| 20   | Andy Roddick        | 13       |
| 21   | Boris Becker        | 12       |
| 22   | Marat Safin         | 9        |
| 23   | Juan Carlos Ferrero | 8        |
| 23   | John Newcombe       | 8        |
| 25   | Ievgueni Kàfelnikov | 6        |
| 25   | Thomas Muster       | 6        |
| 25   | Marcelo Ríos        | 6        |
| 28   | Carles Moyà         | 2        |
| 29   | Patrick Rafter      | 1        |

| ☆ | Jugador número 1 actual             |
|   | Ratxes i jugadors actius en negreta |

### Països
| Pos. | País           | Nombre jugadors | Total setmanes | Jugadors                                                                           |
| ---- | -------------- | --------------- | -------------- | ---------------------------------------------------------------------------------- |
| 1    | Estats Units   | 6               | 896            | Jimmy Connors, John McEnroe, Jim Courier, Pete Sampras, Andre Agassi, Andy Roddick |
| 2    | Sèrbia         | 1               | 428            | Novak Đoković                                                                      |
| 3    | Suïssa         | 1               | 310            | Roger Federer                                                                      |
| 4    | Txecoslovàquia | 1               | 270            | Ivan Lendl                                                                         |
| 5    | Espanya        | 4               | 255            | Carles Moyà, Juan Carlos Ferrero, Rafael Nadal, Carlos Alcaraz                     |
| 6    | Suècia         | 3               | 201            | Björn Borg, Mats Wilander, Stefan Edberg                                           |
| 7    | Austràlia      | 3               | 89             | John Newcombe, Patrick Rafter, Lleyton Hewitt                                      |
| 8    | Itàlia         | 1               | 58             | Jannik Sinner                                                                      |
| 9    | Brasil         | 1               | 43             | Gustavo Kuerten                                                                    |
| 10   | Regne Unit     | 1               | 41             | Andy Murray                                                                        |
| 11   | Romania        | 1               | 40             | Ilie Năstase                                                                       |
| 12   | Rússia         | 3               | 31             | Ievgueni Kàfelnikov, Marat Safin, Daniïl Medvédev                                  |
| 13   | Alemanya       | 1               | 12             | Boris Becker                                                                       |
| 14   | Àustria        | 1               | 6              | Thomas Muster                                                                      |
| 14   | Xile           | 1               | 6              | Marcelo Ríos                                                                       |

- En negreta els jugadors en actiu.

## Jugadors número 1 a final d'any

### Per any
| Any  | País | Jugador              |
| ---- | ---- | -------------------- |
| 1973 | ROM  | Ilie Năstase (1)     |
| 1974 | EUA  | Jimmy Connors (2)    |
| 1975 | EUA  | Jimmy Connors        |
| 1976 | EUA  | Jimmy Connors        |
| 1977 | EUA  | Jimmy Connors        |
| 1978 | EUA  | Jimmy Connors        |
| 1979 | SWE  | Björn Borg (3)       |
| 1980 | SWE  | Björn Borg           |
| 1981 | EUA  | John McEnroe (4)     |
| 1982 | EUA  | John McEnroe         |
| 1983 | EUA  | John McEnroe         |
| 1984 | EUA  | John McEnroe         |
| 1985 | TCH  | Ivan Lendl (5)       |
| 1986 | TCH  | Ivan Lendl           |
| 1987 | TCH  | Ivan Lendl           |
| 1988 | SWE  | Mats Wilander (6)    |
| 1989 | TCH  | Ivan Lendl           |
| 1990 | SWE  | Stefan Edberg (7)    |
| 1991 | SWE  | Stefan Edberg        |
| 1992 | EUA  | Jim Courier (8)      |
| 1993 | EUA  | Pete Sampras (9)     |
| 1994 | EUA  | Pete Sampras         |
| 1995 | EUA  | Pete Sampras         |
| 1996 | EUA  | Pete Sampras         |
| 1997 | EUA  | Pete Sampras         |
| 1998 | EUA  | Pete Sampras         |
| 1999 | EUA  | Andre Agassi (10)    |
| 2000 | BRA  | Gustavo Kuerten (11) |
| 2001 | AUS  | Lleyton Hewitt (12)  |
| 2002 | AUS  | Lleyton Hewitt       |
| 2003 | EUA  | Andy Roddick (13)    |
| 2004 | CHE  | Roger Federer (14)   |
| 2005 | CHE  | Roger Federer        |
| 2006 | CHE  | Roger Federer        |
| 2007 | CHE  | Roger Federer        |
| 2008 | ESP  | Rafael Nadal (15)    |
| 2009 | CHE  | Roger Federer        |
| 2010 | ESP  | Rafael Nadal         |
| 2011 | SRB  | Novak Đoković (16)   |
| 2012 | SRB  | Novak Đoković        |
| 2013 | ESP  | Rafael Nadal         |
| 2014 | SRB  | Novak Đoković        |
| 2015 | SRB  | Novak Đoković        |
| 2016 | GBR  | Andy Murray (17)     |
| 2017 | ESP  | Rafael Nadal         |
| 2018 | SRB  | Novak Đoković        |
| 2019 | ESP  | Rafael Nadal         |
| 2020 | SRB  | Novak Đoković        |
| 2021 | SRB  | Novak Đoković        |
| 2022 | ESP  | Carlos Alcaraz (18)  |
| 2023 | SRB  | Novak Đoković        |
| 2024 | ITA  | Jannik Sinner (19)   |

| Núm. 1 totes les setmanes de l'any |

### Per freqüència
| Núm. | País | Jugador         |
| ---- | ---- | --------------- |
| 8    | SRB  | Novak Đoković   |
| 6    | EUA  | Pete Sampras    |
| 5    | EUA  | Jimmy Connors   |
| 5    | CHE  | Roger Federer   |
| 5    | ESP  | Rafael Nadal    |
| 4    | TCH  | Ivan Lendl      |
| 4    | EUA  | John McEnroe    |
| 2    | SWE  | Björn Borg      |
| 2    | SWE  | Stefan Edberg   |
| 2    | AUS  | Lleyton Hewitt  |
| 1    | ROM  | Ilie Năstase    |
| 1    | SWE  | Mats Wilander   |
| 1    | EUA  | Jim Courier     |
| 1    | EUA  | Andre Agassi    |
| 1    | BRA  | Gustavo Kuerten |
| 1    | EUA  | Andy Roddick    |
| 1    | GBR  | Andy Murray     |
| 1    | ESP  | Carlos Alcaraz  |
| 1    | ITA  | Jannik Sinner   |

### Jugadors número 1 sense haver guanyat un torneig Grand Slam
| Jugador      | Data número 1        | Primera final Grand Slam           | Primer títol Grand Slam     |
| ------------ | -------------------- | ---------------------------------- | --------------------------- |
| Ivan Lendl   | 28 de febrer de 1983 | Roland Garros 1981                 | Roland Garros 1984 (1 de 8) |
| Marcelo Ríos | 30 de març 1998      | Open d'Austràlia 1998 (gener 1998) | −                           |